# Muhammad Ahmad Abu Subaji
Muhammad Ahmad Abu Subaji (arab. محمد أحمد أبو سبيعي, ur. w 1907 w Kairze) – egipski lekkoatleta, biegacz długodystansowy. Uczestnik Igrzysk Olimpijskich 1936.
Podczas Igrzysk Olimpijskich w Berlinie w 1936 roku brał udział w biegu na 5000 metrów. W swoim biegu eliminacyjnym zajął 13. miejsce i nie awansował do finału.